# Groot klokhoedje
Groot klokhoedje (Encalypta streptocarpa) is een mos uit de familie Encalyptaceae. Het groeit voornamelijk op schaduwrijke, maar ook lichte, maar frisse tot vochtige locaties op kalk- of basisrijke ondergrond in bergbossen: op rotsen, aarde, op hellingen en muren.

## Kenmerken
Uiterlijke kenmerken
Het mos groeit in kussenvormige, geelgroene tot bruingroene gazons. De plantjes zijn goed te herkennen aan de blaadjes met de stompe, iets kapvormige bladtoppen en de vele bruine broeddraden in de bladoksels en langs de stengel. De bladeren, die in natte toestand rechtop uitsteken, zijn tongvormig tot spatelvormig en ietwat golvend, aan het uiteinde afgedekt of stomp afgerond. Als ze droog zijn, zijn de bladeren sterk gebogen en gedraaid. De sterke nerf eindigt in de punt van het blad of net ervoor. De soort is soms ook goed te herkennen aan de roodbruine ('roestkleurige') verkleuringen van de bladschijf.
Sporofyten worden vaker in de bergen gevormd, anders slechts zelden. De sporencapsule wordt gedragen door de 1 tot 2 centimeter lange, rode seta en wordt volledig omhuld door de ongeveer 1 centimeter lange, smalle, cilindervormige klokvormige calyptra. De calyptra strekt zich uit tot ver voorbij het bevestigingspunt van de sporencapsule en is aan de basis onregelmatig gelobd. De sporencapsule is duidelijk gestreept tot gegroefd in een rechtshandige spiraal. Het peristoom is dubbel en heeft 16 tanden.
Microscopische kenmerken
In het bovenste deel van het blad zijn de bladcellen dicht, rond en 12 tot 15 µm groot aan beide zijden, hyaline, glad, langwerpig rechthoekig aan de basis van het blad en lineair aan de onderste bladranden.
De sporen zijn groenachtig, bijna glad, min of meer afgerond en 9 tot 16 µm groot.

## Voorkomen
Groot klokhoedje is wijdverspreid in Europa en Noord-Afrika. Het komt veel voor in de kalkstenen bergen, anders minder vaak. In Nederland komt het zeldzaam voor. Het staat op de rode lijst in de categorie kwetsbaar. Het komt in de kalkrijke duinen voor op open, steile, iets humeuze noordhellingen en in Zuid-Limburg in kalkgrasland en op verweerd, kalkrijk gesteente. In het binnenland vinden we Encalypta streptocarpa vooral op aangevoerd zeer kalkrijk zand en op beton. 

## Foto's

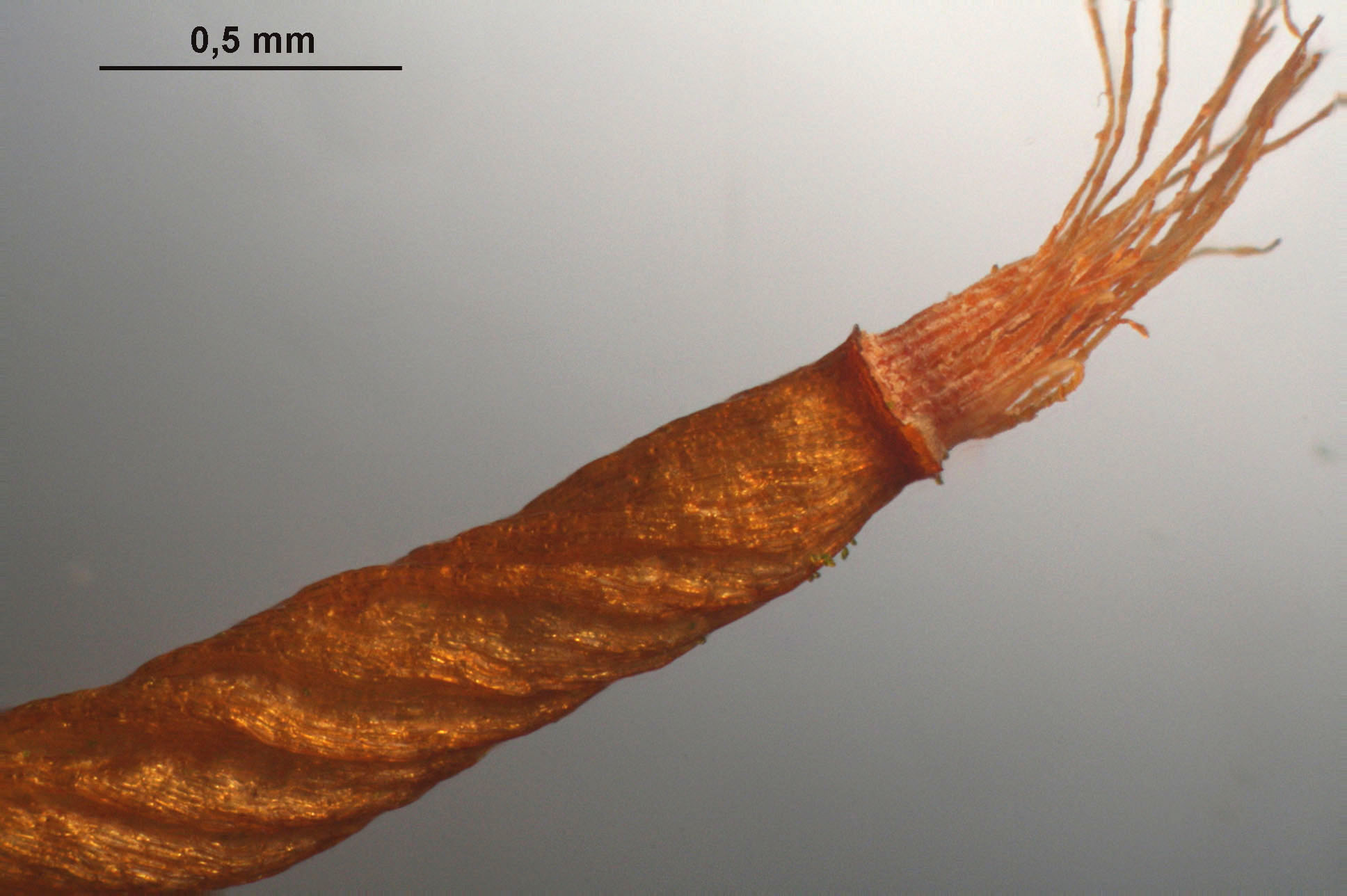
Sporenkapsel
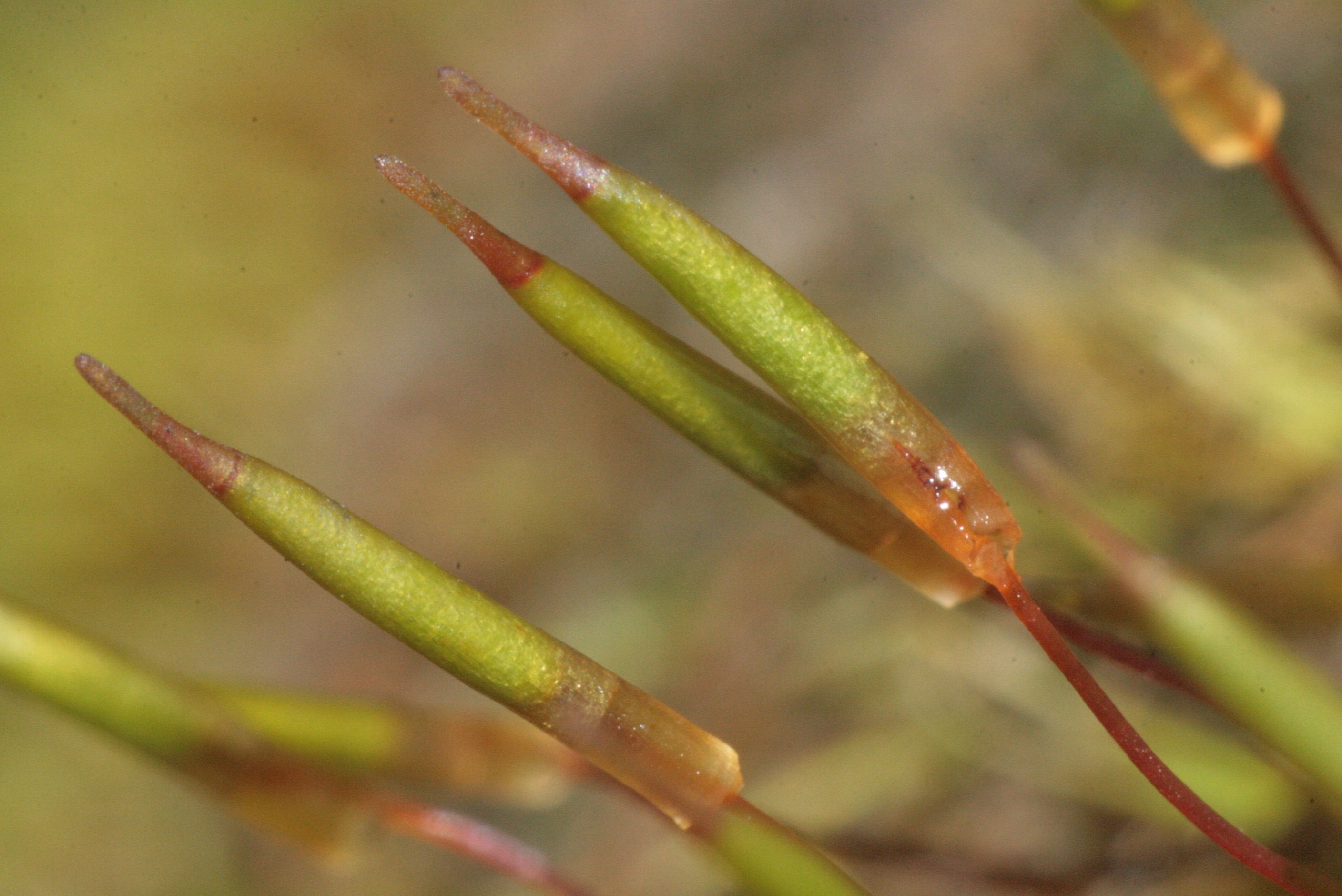
Sporenkapsel
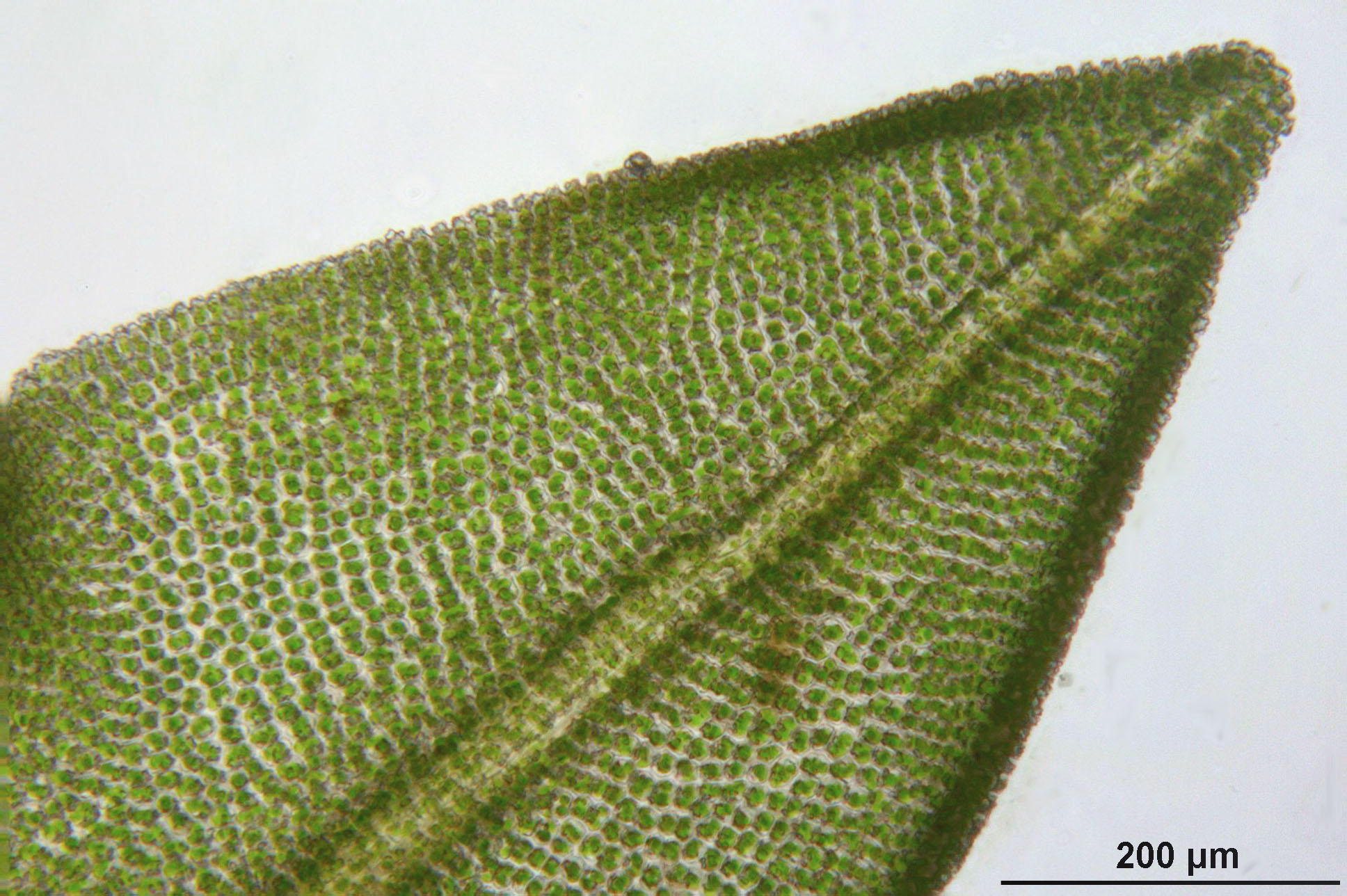
Bladpunt
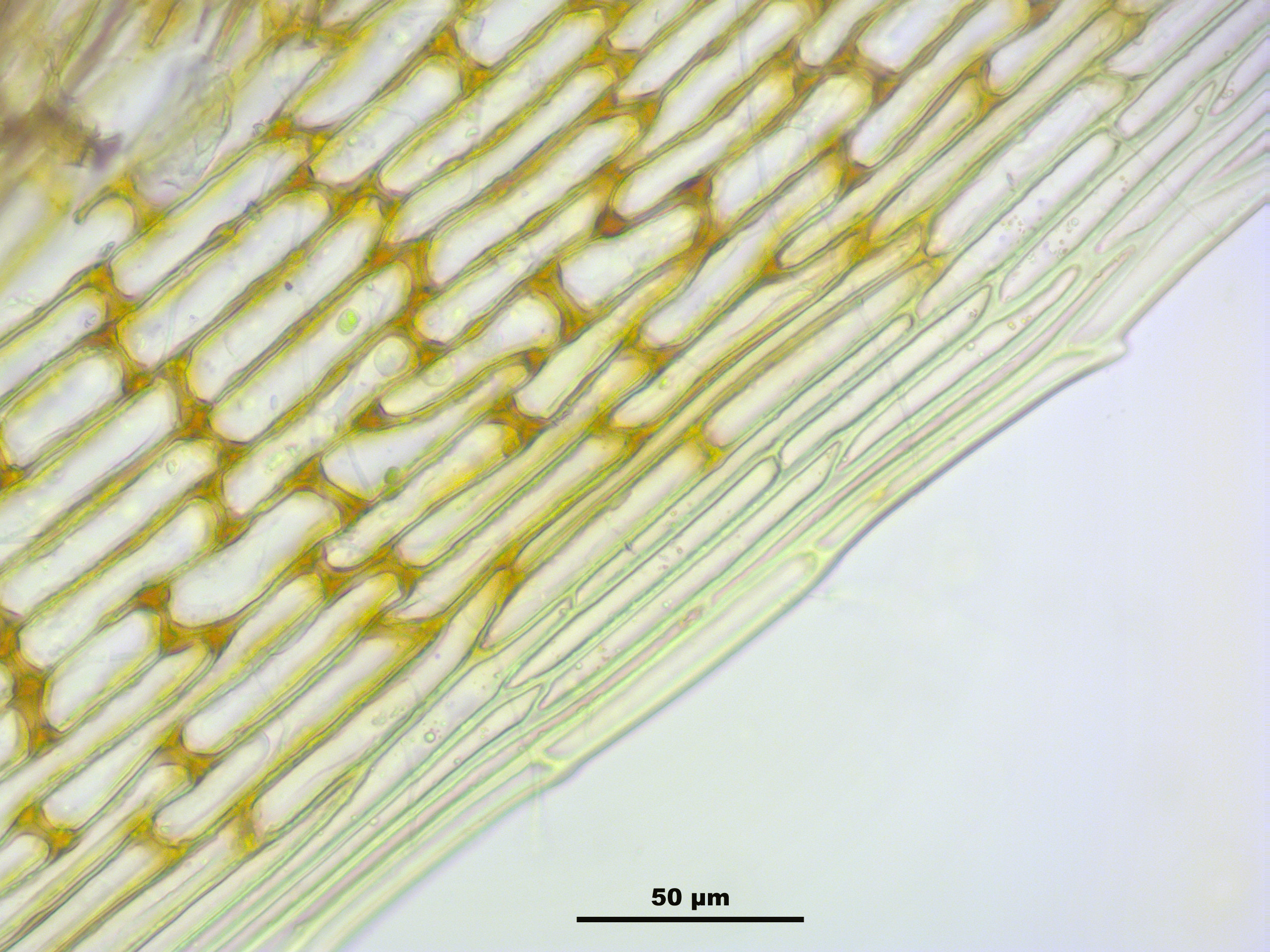
Bladcellen
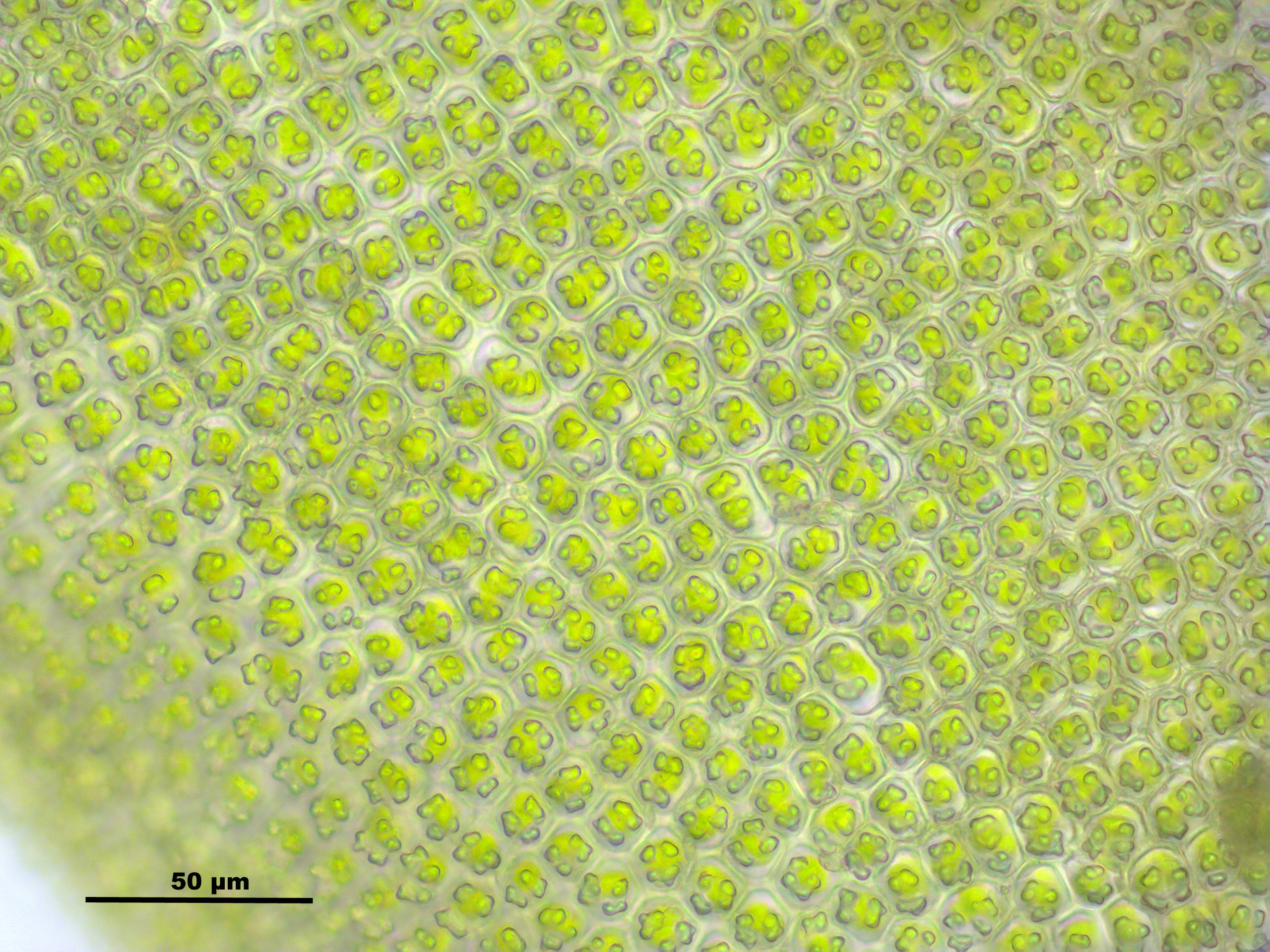
Bladcellen uit midden van blad
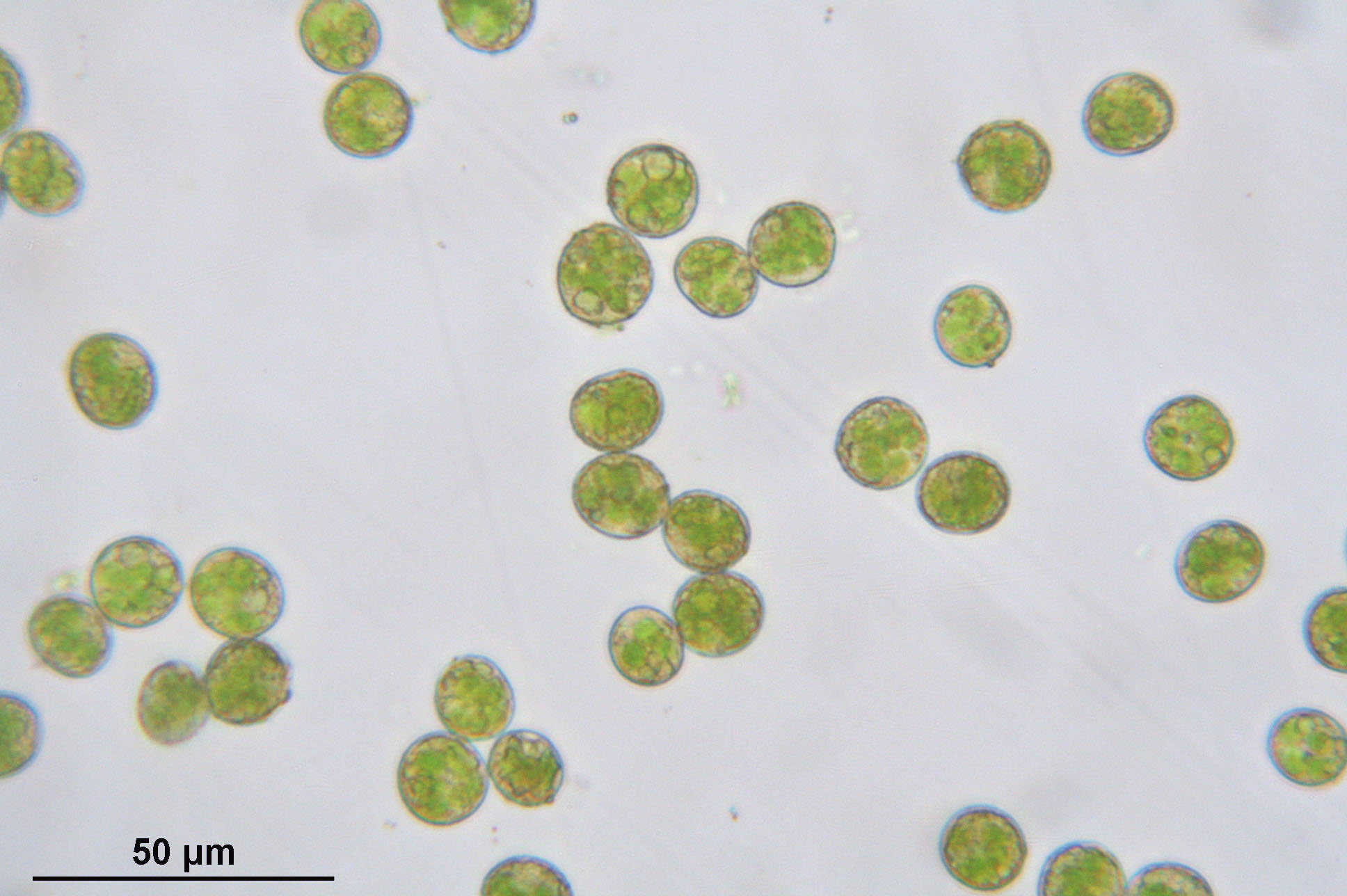
Sporen